# Psalm 3
Psalm 3 is de derde psalm uit Psalmen in de Hebreeuwse Bijbel en een psalm van David. In het Latijn is de psalm bekend onder de titel Domine quid multiplicati sunt, "HEER, waarom zijn zij vermenigvuldigd?" (Psalm 3:2).
Volgens de traditie schreef koning David de psalm toen hij op de vlucht was voor zijn zoon Absalom (2 Samuel 15:13-16:4).

## Muziek
In het Nederlands is Psalm 3 meermaals berijmd op de melodieën van het Geneefse Psalter (Psalmberijming van 1773, berijming van 1967, De Nieuwe Psalmberijming).
1 · 2 · 3 · 4 · 5 · 6 · 7 · 8 · 9 · 10 · 11 · 12 · 13 · 14 · 15 · 16 · 17 · 18 · 19 · 20 · 21 · 22 · 23 · 24 · 25 · 26 · 27 · 28 · 29 · 30 · 31 · 32 · 33 · 34 · 35 · 36 · 37 · 38 · 39 · 40 · 41 · 42 · 43 · 44 · 45 · 46 · 47 · 48 · 49 · 50 · 51 · 52 · 53 · 54 · 55 · 56 · 57 · 58 · 59 · 60 · 61 · 62 · 63 · 64 · 65 · 66 · 67 · 68 · 69 · 70 · 71 · 72 · 73 · 74 · 75 · 76 · 77 · 78 · 79 · 80 · 81 · 82 · 83 · 84 · 85 · 86 · 87 · 88 · 89 · 90 · 91 · 92 · 93 · 94 · 95 · 96 · 97 · 98 · 99 · 100 · 101 · 102 · 103 · 104 · 105 · 106 · 107 · 108 · 109 · 110 · 111 · 112 · 113 · 114 · 115 · 116 · 117 · 118 · 119 · 120 · 121 · 122 · 123 · 124 · 125 · 126 · 127 · 128 · 129 · 130 · 131 · 132 · 133 · 134 · 135 · 136 · 137 · 138 · 139 · 140 · 141 · 142 · 143 · 144 · 145 · 146 · 147 · 148 · 149 · 150 · 151